# Terre-et-Marais
Terre-et-Marais – gmina we Francji, w regionie Normandia, w departamencie Manche. W 2013 roku liczba ludności wynosiła 1259 mieszkańców.
Gmina została utworzona 1 stycznia 2016 roku z połączenia dwóch ówczesnych gmin: Sainteny oraz Saint-Georges-de-Bohon. Siedzibą gminy została miejscowość Sainteny.